# 兖州 (古代)
兗州，中国古代的州，前身為監察區兗州刺史部。早期轄境主要包括今山東省西南部與河南省東北部，東晉十六國時期轄境變動頻繁，北魏時轄境逐漸縮小，北朝後期以後轄境僅限於今山東省濟寧市一帶。

## 沿革

### 漢魏西晉
西漢元封五年（前106年），設立十三刺史部。其中，兗州刺史部地處今山東省西南部與河南省東北部。但此时的兗州刺史部只是監察區，非真正意義上的行政區。
東漢中平五年（188年）後，州成為正式的一級行政區域。兗州治山陽郡昌邑縣（今山東省鉅野縣東南），領五郡三國：陳留郡、東郡、東平國、任城國、泰山郡、濟北國、山陽郡、濟陰郡。初平三年（192年），兗州徙治濟陰郡鄄城縣（今山東省鄄城縣北）。後又徙治東郡廩丘縣（今山東省鄆城縣西北）
西晉泰始元年（265年），改山陽郡為高平國。咸寧三年（277年），改東郡為濮陽國。太康十年（289年），復濮陽國為東郡。永康元年（300年），分陳留國置濟陽國。建始元年（301年），改東郡為濮陽國。光熙元年（306年），分濮陽郡置東燕國。至永嘉中（307年－313年），兗州領四郡六國：陳留國、濟陽郡、濮陽郡、東燕郡、東平國（公國）、任城國、泰山郡、濟北國（侯國）、高平國（公國）、濟陰國。建興三年（315年），濮陽、東燕二郡陷於石勒。

### 東晉十六國
東晉永昌元年（322年），陳留、泰山二郡陷於後趙。太寧三年（325年），兗州全境陷於後趙，遂於徐州廣陵郡僑置兗州。
後趙時，兗州徙治濮陽郡鄄城縣（今山東省鄄城縣北）。建武元年（335年），割陳留、東燕二郡置洛州。至此，兗州領七郡：濟陽郡、濮陽郡、東平郡、泰山郡、濟北郡、高平郡、濟陰郡。冉魏永興二年（351年），兗州大部陷於東晉。
前燕元璽二年（353年），佔領後趙司州之陽平郡，置兗州，治館陶（今河北省館陶縣）。元璽四年（355年），佔領東晉兗州之濟北郡。光壽元年（357年），陽平郡還屬司州，兗州徙治濟北郡盧縣（今山東省平陰縣西）。光壽二年（358年），佔領後趙兗州之濮陽郡與東晉兗州之東平、任城、泰山（部分）三郡。光壽三年（359年），佔領後趙東燕郡與東晉陳留、濟陽、濟陰、梁四郡，屬兗州。建熙元年（360年），兗州徙治梁郡睢陽縣蠡臺城（今河南省商丘市睢陽區西南）。建熙七年（366年），佔領東晉高平、魯、泰山（部分）三郡，屬兗州。至此，兗州領十二郡：梁郡、陳留郡、濟陽郡、濮陽郡、東燕郡、東平郡、泰山郡、濟北郡、高平郡、濟陰郡、任城郡、魯郡。
前秦建元六年（370年），佔領前燕兗州，徙治陳留郡小黃縣倉垣城（今河南省開封市祥符區北），割梁郡屬南兗州，併任城郡入高平郡。建元十五年（379年），兗州徙治高平郡湖陸縣（今山東省魚臺縣東南）。至此，兗州領十郡：陳留郡、濟陽郡、濮陽郡、東燕郡、東平郡、泰山郡、濟北郡、高平郡、濟陰郡、魯郡。
東晉太元九年（384年），收復兗州。太元十一年（386年），泰山郡陷於翟魏。太元十二年（387年），陳留、東燕、濟陰、高平四郡陷於翟魏；濟北郡陷於後燕，改屬青州。太元十五年（390年），收復泰山、高平二郡。太元十九年（394年），濮陽、東平、泰山、高平、魯五郡陷於後燕，改屬徐州。
後燕建興七年（392年），佔領翟魏東燕、陳留、濟陰、滎陽四郡，置兗豫二州，治東燕郡白馬縣滑臺城（今河南省滑縣東）。
東晉隆安二年（398年），佔領後燕徐州之魯、泰山、高平、東平四郡，兗州之陳留、濟陰二郡，青州之濟北郡，屬兗州。
南燕二年（399年），佔領東晉兗州之泰山、東平、濟北三郡，以泰山郡置兗州，治梁父縣（今山東省泰安市岱岳區東南），以東平、濟北二郡置并州。
後秦弘始元年（399年），佔領東晉兗州之陳留郡，仍置兗州，治小黃縣倉垣城（今河南省開封市祥符區北）。

### 南北朝
北魏皇始三年（398年），佔領後燕濮陽郡。天興二年（399年），佔領南燕東燕郡，改為東郡。遂以二郡置兗州，治東郡白馬縣滑臺城（今河南省滑縣東）。
東晉義熙五年（409年），佔領南燕兗州之泰山郡。義熙六年（410年），佔領南燕并州之東平、濟北二郡，屬兗州。義熙十二年（416年），佔領後秦兗州之陳留郡與北魏兗州之東郡、濮陽二郡。至此，以兗州舊土置北兗州，仍治滑臺城，領九郡：東郡、陳留郡、濮陽郡、魯郡、泰山郡、高平郡、東平郡、濟北郡、濟陰郡。
南朝宋永初元年（420年），改僑置的兗州為南兗州，北兗州為兗州。永初三年（422年），兗州陷於北魏。元嘉七年（430年），收復兗州濟水以東諸郡。後僑置陽平郡，後省。元嘉十三年（436年），兗州徙治魯郡鄒縣鄒山（今山東省鄒縣東南）。元嘉三十年（453年），兗州徙治魯郡魯縣瑕丘城（今山東省濟寧市兗州區西北）。此後，瑕丘一直為兗州治所。大明元年（457年），復置陽平郡。至此，兗州領六郡：魯郡、泰山郡、高平郡、東平郡、濟北郡、陽平郡。泰始四年（468年），兗州全境陷於北魏。
北魏泰常七年（422年），佔領南朝宋兗州，仍治滑臺。泰常八年（423年），割東平、濟北二郡置濟州。神䴥三年（430年），兗州濟水以東陷於南朝宋。至此，兗州領四郡：東郡、陳留郡、濮陽郡、濟陰郡。皇興元年（467年）後，為區別於東兗州，又稱兗州為西兗州。太和十一年（487年），割濮陽郡属濟州。太和十八年（494年），併陳留郡入東郡，割東郡屬司州，割濟陰郡屬東兗州。
北魏皇興元年（467年），佔領南朝宋兗州大部，改為東兗州，改陽平郡為東陽平郡，以東兗州之濟北郡併入濟州之濟北郡。皇興二年（468年），佔領兗州全境。皇興三年（469年），分泰山郡置東泰山郡。太和十八年（494年），改東兗州為兗州，割西兗州之濟陰郡屬兗州。神龜元年（518年），分高平郡復置任城郡。孝昌三年（527年），割濟陰郡屬西兗州。永安二年（529年），割東泰山郡屬北徐州。至此，兗州領六郡：魯郡、泰山郡、高平郡、任城郡、東平郡、東陽平郡。
北齊天保七年（556年），併魯、任城二郡為任城郡，泰山、東平、東陽平三郡為東平郡。至此，兗州領三郡：任城郡、東平郡、高平郡。

### 隋朝
隋朝開皇三年（583年）廢郡，兗州三郡領縣直屬於州，併岱山縣入奉高縣。至此，兗州領十二縣：魯、汶陽、鄒、樂平、平原（故任城郡所領）、任城、高平（故高平郡所領）、梁父、嬴、博、奉高、須昌（故東平郡所領）。
開皇四年（584年），改魯縣為汶陽縣。開皇六年（586年），改奉高縣為岱山縣。開皇十年（590年），割須昌縣屬鄆州。開皇十三年（593年），分鄒、汶陽、平原三縣置瑕丘縣，瑕丘城由汶陽縣移屬瑕丘縣。開皇十六年（596年），改汶陽縣為曲阜縣，樂平縣為平陸縣，平原縣為龔丘縣，博縣為汶陽縣；分嬴縣置牟城縣，汶陽縣置泗水縣；割汶陽、岱山二縣置泰州。至此，兗州領十一縣：瑕丘、鄒、曲阜、泗水、平陸、龔丘、任城、高平、梁父、嬴、牟城。
大業二年（606年），改兗州為魯州，併牟城縣入嬴縣，併高平縣入鄒縣；廢泰州為博城縣，屬魯州。大業三年（607年），改魯州為魯郡。
魏永平元年（617年），改魯郡為兗州。至此，兗州領十縣：瑕丘、鄒、曲阜、泗水、平陸、龔丘、任城、梁父、嬴、博城。永平二年（618年），兗州陷於宇文化及之許，復為魯郡。

### 唐朝
唐朝武德二年（619年），佔領魯郡，改為兗州，不久即陷於竇夏，次年又陷於鄭。武德四年（621年），再次佔領兗州。武德五年（622年），兗州治所瑕丘陷於漢，故置行兗州於鄆州，割梁父、嬴、博城三縣置東泰州。武德六年（623年），佔領瑕丘，兗州隸鄆州總管府。至此，兗州領七縣：瑕丘、鄒、曲阜、泗水、平陸、龔丘、任城。
貞觀元年（627年），兗州直隸於河南道；廢東泰州為博城縣，屬兗州；併曲阜縣入瑕丘縣。貞觀八年（634年），復置曲阜縣。貞觀十四年（640年），置兗州都督府，治兗州。貞觀十七年（643年），廢戴州，金鄉、方與二縣改屬兗州。乾封元年（666年），改博城縣為乾封縣。總章元年（668年），復乾封縣為博城縣。至此，兗州領十縣：瑕丘、鄒、曲阜、泗水、平陸、龔丘、任城、博城、金鄉、方與。
武周長安四年（704年），分博城縣置萊蕪縣。
唐朝神龍元年（705年），改博城縣為乾封縣。天寶元年（742年），改兗州為魯郡，平陸縣為中都縣。燕聖武元年（756年），改魯郡為兗州。自此，兗州隸於北海節度使等使。唐朝至德元載（756年），復為魯郡。乾元元年（758年），復為兗州。至此，兗州領十一縣：瑕丘、鄒、曲阜、泗水、中都、龔丘、任城、乾封、萊蕪、金鄉、方與。
上元元年（760年），割萊蕪縣屬淄州。寶應元年（762年），改方與縣為魚臺縣。貞元四年（788年），萊蕪縣還屬兗州。貞元十四年（798年），割中都縣屬鄆州。元和十四年（819年），中都縣還屬兗州。至此，兗州領十一縣：瑕丘、鄒、曲阜、泗水、中都、龔丘、任城、乾封、萊蕪、金鄉、魚臺。元和十五年（820年）後，兗州為兗海節度使、泰寧軍節度使等使治所。

### 五代北宋
後唐同光二年（924年）前後，割金鄉、魚臺二縣屬單州。後周廣順二年（952年），罷泰寧軍節度使，降兗州為防禦州，割任城、中都二縣屬濟州。顯德元年（954年），升萊蕪監為廣利軍。顯德六年（959年），廢廣利軍為萊蕪監。至此，兗州領七縣：瑕丘、乾封、泗水、龔丘、曲阜、萊蕪、鄒。
北宋建隆元年（960年），復兗州為節度州。開寶元年（968年），置京東路，兗州隸之。大中祥符元年（1008年），改乾封縣為奉符縣。大中祥符五年（1012年），改曲阜縣為仙源縣。熙寧五年（1072年），併鄒縣入仙源縣。熙寧七年（1074年），分京東路為兩路，兗州隸京東西路。元豐七年（1084年），復置鄒縣。大觀四年（1110年），改瑕丘縣為瑕縣，龔丘縣為龔縣。至此，兗州領七縣一監：瑕、奉符、泗水、龔、仙源、萊蕪、鄒、萊蕪監。政和八年（1118年），升兗州為襲慶府。

### 金元明
金朝天會六年（1128年），佔領襲慶府。天會八年（1130年），賜予劉齊。天會十五年（1137年）廢齊後佔領襲慶府，降為兗州，仍為節度州，隸山東西路，並以泰安軍為泰寧軍節度使支郡。至此，兗州領四縣：嵫陽（舊名瑕）、曲阜（舊名仙源）、泗水、龔。大定十九年（1179年），改節鎮泰寧軍為泰定軍，仍治兗州。大定二十九年（1189年），改龔縣為寧陽縣。至此，兗州領四縣：嵫陽、曲阜、泗水、寧陽。
大蒙古國成吉思汗十五年（1220年），佔領兗州，降為普通州，隸濟州。蒙哥汗二年（1252年），升兗州為節度州，隸東平路。至元二年（1265年），併泗水縣入曲阜縣，寧陽縣入嵫陽縣。至元三年（1266年），復置泗水縣。至元五年（1268年），復降兗州為普通州，隸濟州。至元八年（1271年），升濟州為濟寧府，兗州仍隸之。至元十六年（1279年），升濟寧府為濟寧路，兗州仍隸之。大德元年（1297年），復置寧陽縣。至此，兗州仍領四縣：嵫陽、曲阜、泗水、寧陽。
吳元年（1367年），佔領濟寧路，改為濟寧府，兗州仍隸之。明朝洪武元年（1368年），省兗州附郭嵫陽縣入州。至此，兗州領三縣：曲阜、泗水、寧陽。洪武十八年（1385年），濟寧府徙治兗州，改為兗州府，遂廢兗州。

## 辖县
| 隋代行政区划变迁 | 隋代行政区划变迁 | 隋代行政区划变迁               | 隋代行政区划变迁                 | 隋代行政区划变迁 | 隋代行政区划变迁                                                  |
| 区划             | 開皇元年         | 開皇元年                       | 開皇元年                         | 区划             | 大業三年                                                          |
| ---------------- | ---------------- | ------------------------------ | -------------------------------- | ---------------- | ----------------------------------------------------------------- |
| 州               | 兖州             | 兖州                           | 兖州                             | 郡               | 魯郡                                                              |
| 郡               | 高平郡           | 任城郡                         | 東平郡                           | 縣               | 瑕丘縣 任城縣 曲阜縣 鄒縣 龔丘縣 平陸縣 博城縣 梁父縣 嬴縣 泗水縣 |
| 縣               | 高平縣 任城縣    | 魯縣 汶陽縣 鄒縣 平原縣 乐平縣 | 博平縣 奉高縣 岱山縣 梁父縣 嬴縣 | 縣               | 瑕丘縣 任城縣 曲阜縣 鄒縣 龔丘縣 平陸縣 博城縣 梁父縣 嬴縣 泗水縣 |

| 兖州辖县（583年—1385年） | 兖州辖县（583年—1385年） |
| ------------------------ | --- |
| 583年                    | 高平縣、任城縣、魯縣、汶陽縣、鄒縣、平原縣、乐平縣、博平縣、奉高縣、梁父县、须昌县、嬴縣（废除岱山縣）                                                                     |
| 584年                    | 高平縣、任城縣、魯縣（改为汶陽縣）、鄒縣、平原縣、乐平縣、博平縣、奉高縣、梁父县、须昌县、嬴縣（废除汶陽縣）                                                               |
| 586年                    | 高平縣、任城縣、汶陽縣、鄒縣、平原縣、乐平縣、博平縣、奉高縣（改为岱山縣）、梁父县、须昌县、嬴縣                                                                           |
| 593年                    | 高平縣、任城縣、汶陽縣、鄒縣、平原縣、乐平縣、博平縣、岱山縣、梁父县、须昌县、嬴縣（增瑕丘县为州治）                                                                       |
| 596年                    | 瑕丘县、高平縣、任城縣、汶陽縣（改为曲阜縣）、鄒縣、平原縣（改为龚丘县）、乐平縣（改为平陆县）、梁父县、嬴縣（须昌县改属郓州，博平縣、岱山縣改属泰州，增设泗水县、牟城县） |
| 606年                    | 瑕丘县、任城縣、曲阜縣、鄒縣、龚丘县、平陆县、梁父县、嬴縣、泗水县（废除高平縣、牟城县，博城县来属）                                                                       |
| 622年                    | 瑕丘县、任城縣、曲阜縣、鄒縣、龚丘县、平陆县、泗水县（梁父县、嬴縣、博城县改属东泰州）                                                                                     |
| 627年                    | 瑕丘县、任城縣、鄒縣、龚丘县、平陆县、泗水县（废除曲阜县，博城县来属） |
| 634年                    | 瑕丘县、任城縣、鄒縣、龚丘县、平陆县、泗水县、博城县（增设曲阜县） |
| 643年                    | 瑕丘县、曲阜县、任城縣、鄒縣、龚丘县、平陆县、泗水县、博城县（金乡县、方与县来属）                                                                                         |
| 666年                    | 瑕丘县、曲阜县、任城縣、鄒縣、龚丘县、平陆县、泗水县、博城县（改为乾封县）、金乡县、方与县                                                                                 |
| 668年                    | 瑕丘县、曲阜县、任城縣、鄒縣、龚丘县、平陆县、泗水县、乾封县（改为博城县）、金乡县、方与县                                                                                 |
| 704年                    | 瑕丘县、曲阜县、任城縣、鄒縣、龚丘县、平陆县、泗水县、博城县、金乡县、方与县（增设莱芜县）                                                                                 |
| 705年                    | 瑕丘县、曲阜县、任城縣、鄒縣、龚丘县、平陆县、泗水县、博城县（改为乾封县）、金乡县、方与县、莱芜县                                                                         |
| 742年                    | 瑕丘县、曲阜县、任城縣、鄒縣、龚丘县、平陆县（改为中都县）、泗水县、乾封县、金乡县、方与县、莱芜县                                                                         |
| 760年                    | 瑕丘县、曲阜县、任城縣、鄒縣、龚丘县、平陆县、泗水县、乾封县、金乡县、方与县（莱芜县改属淄州）                                                                             |
| 762年                    | 瑕丘县、曲阜县、任城縣、鄒縣、龚丘县、中都县、泗水县、乾封县、金乡县、方与县（改为鱼台县）                                                                                 |
| 788年                    | 瑕丘县、曲阜县、任城縣、鄒縣、龚丘县、中都县、泗水县、乾封县、金乡县、鱼台县（莱芜县来属）                                                                                 |
| 798年                    | 瑕丘县、曲阜县、任城縣、鄒縣、龚丘县、泗水县、乾封县、金乡县、鱼台县、莱芜县（中都县改属郓州）                                                                             |
| 819年                    | 瑕丘县、曲阜县、任城縣、鄒縣、龚丘县、泗水县、乾封县、金乡县（废除莱芜县，鱼台县改属徐州）                                                                                 |
| 820年                    | 瑕丘县、曲阜县、任城縣、鄒縣、龚丘县、泗水县、乾封县、金乡县（鱼台县来属）                                                                                                 |
| 827年                    | 瑕丘县、曲阜县、任城縣、鄒縣、龚丘县、泗水县、乾封县、金乡县、鱼台县（增设莱芜县）                                                                                         |
| 839年                    | 瑕丘县、曲阜县、任城縣、鄒縣、龚丘县、泗水县、乾封县、金乡县、鱼台县、莱芜县（中都县来属）                                                                                 |
| 924年                    | 瑕丘县、曲阜县、任城縣、鄒縣、龚丘县、泗水县、乾封县、莱芜县、中都县（金乡县、鱼台县改属单州）                                                                             |
| 952年                    | 瑕丘县、曲阜县、鄒縣、龚丘县、泗水县、乾封县、莱芜县（任城縣、中都县改属济州）                                                                                             |
| 954年                    | 瑕丘县、曲阜县、鄒縣、龚丘县、泗水县、乾封县、莱芜县（增设广利军） |
| 959年                    | 瑕丘县、曲阜县、鄒縣、龚丘县、泗水县、乾封县、莱芜县、广利军（改为莱芜监）                                                                                                 |
| 1008年                   | 瑕丘县、曲阜县、鄒縣、龚丘县、泗水县、乾封县（改为奉符县）、莱芜县、莱芜监                                                                                                 |
| 1012年                   | 瑕丘县、曲阜县（改为仙源县）、鄒縣、龚丘县、泗水县、奉符县、莱芜县、莱芜监                                                                                                 |
| 1072年                   | 瑕丘县、仙源县、龚丘县、泗水县、奉符县、莱芜县、莱芜监（废除鄒縣） |
| 1084年                   | 瑕丘县、仙源县、龚丘县、泗水县、奉符县、莱芜县、莱芜监（增设邹县） |
| 1110年                   | 瑕丘县（改为瑕县）、仙源县、邹县、龚丘县（改为龚县）、泗水县、奉符县、莱芜县、莱芜监                                                                                       |
| 1129年                   | 瑕县（改为嵫阳县）、仙源县（改为曲阜县）、邹县、龚县、泗水县、奉符县、莱芜县、莱芜监                                                                                       |
| 1131年                   | 嵫阳县、曲阜县、龚县、泗水县（奉符县、莱芜县、莱芜监改设泰安军，邹县改属滕阳军）                                                                                           |
| 1189年                   | 嵫阳县、曲阜县、龚县（改为宁阳县）、泗水县 |
| 1265年                   | 嵫阳县、曲阜县、泗水县（废除宁阳县） |
| 1297年                   | 嵫阳县、曲阜县、泗水县（增设宁阳县） |
| 1368年                   | 嵫阳县（废除州的附郭县）、曲阜县、宁阳县、泗水县 |
| 1369年                   | 曲阜县、宁阳县、泗水县（邹县来属） |
| 1385年                   | 曲阜县、宁阳县、泗水县、邹县（改济宁府为兖州府，兖州属县并入） |

## 長官
東漢兗州牧（192年－204年）
- 曹操（192年－204年）
- 呂布（194年－196年）[17]

東漢兗州刺史（204年－220年）
- 司馬朗（？－217年）[18]
- 裴潛（？－220年）[19]

曹魏兗州刺史（220年－265年）
- 王淩（文帝時）[20]
- 王昶（文帝、明帝時）[21]
- 桓範（明帝時）[22]
- 夏侯威
- 令狐愚（？－249年）[20]
- 黃華（251年見任）[20]
- 李翼（？－254年）[23]
- 鄧艾（254年－255年）[20]
- 州泰（257年見任）[20]
- 劉昶[24]
- 司馬伷（？－265年）

晉朝兗州刺史（265年－307年）
- 司馬伷（265年－268年）[25]
- 司馬泰（268年－275年）[26]
- 郑烈（275年－280年）
- 王浑（282年見任）
- 胡罴（283年見任）
- 宗岱（290年見任）
- 任罕（292年見任）[27]
- 羊煒[28]
- 向凯（293年見任）
- 孫旂（297年－？）[29]
- 王彥（301年見任）[30]
- 諸葛銓（302年見任）[20]
- 苟晞（304年－305年）[31]
- 司馬楙（305年）[32]
- 苟晞（305年－307年）[31]

晉朝兗州牧（307年－309年）
- 司馬越（307年－309年）[32]

晉朝兗州刺史（309年－325年）
- 袁孚（309年－310年）[33]
- 楊瑁（311年）[31]
- 田徽（王浚署，311年－313年）[34][33]
- 焦求（劉琨署，311年－313年）
- 李述（荀藩署，311年－？）[35]
- 郗鑒（司馬睿署，鎮鄒山、合肥，？－322年）[36]
- 劉演（劉琨署，鎮廩丘，313年－320年）[37]
- 劉遐（鎮彭城，322年－324年）[28]
- 檀贇（鎮鄒山，？－325年）[38]

後趙兗州牧（350年）
- 苻健（350年）[39]

後趙兗州刺史（351年）
- 劉啟（351年）

冉魏兗州刺史（351年）
- 魏統（351年）

前燕兗州刺史（352年－360年）
- 李歷（352年－？）
- 孫元（353年－？）[40]

前燕兗州牧（360年－370年）
- 慕容垂（360年－365年）[41]

前秦兗州刺史（370年－384年）
- 梁成（371年－？）[42]
- 彭超（？－379年）
- 毛盛（鎮湖陸，379年－？）[43]
- 張崇（？－384年）[44]

後燕兗州刺史（387年－399年）
- 慕容楷（鎮東阿，387年－？）[45]
- 慕容宙（鎮滑臺，392年－？）[46]

南燕兗州刺史（399年－409年）
- 慕容法（鎮梁父，399年－？）[47]

後秦兗州刺史（399年－416年）
- 韋華（？－416年）[48]

北魏兗州刺史（401年－416年）
- 長孫肥（401年－408年）[49]
- 尉建（？－416年）[50]

東晉北兗州刺史（416年－420年）
- 王仲德（416年－418年）[48][51]
- 申永（418年－420年）[52]

劉宋兗州刺史（420年－468年）
- 申永（420年－422年）[52]
- 徐琰（422年－423年）[53][54]
- 鄭順之（423年）[55]
- 竺靈秀（430年）
- 申宣（431年）
- 徐遵之（431年－433年）
- 王仲德（433年－436年）
- 王方俳（436年－438年）
- 劉遵考（未就任，438年）
- 趙伯符（438年－441年）
- 臧質（441年－444年）
- 徐瓊（444年－448年）
- 劉駿（448年－451年）
- 蕭思話（451年－453年）[56]
- 徐遺寶（453年－454年）
- 夏侯祖權（454年－455年）[57]
- 申坦（455年－457年）[57][52]
- 夏侯祖權（457年－458年）[58]
- 沈昙庆（457年－458年）
- 沈僧榮（458年－465年）[57][59]
- 薛安都（465年）[60]
- 殷孝祖（465年－466年）[61]
- 张永（466年）
- 申纂（466年）
- 畢眾敬（466年）[62]
- 王整（466年－467年）[63]
- 崔平（467年）
- 周寧民（467年）
- 劉休賓（467年－468年）[64]

北魏兗州刺史（422年－494年）
- 元苟兒（422年－？）[50]
- 司馬天助（太武帝時）[65]
- 羅忸（太武帝時）[66]
- 杜道雋[67]
- 羅伊利（獻文帝時）[68]
- 穆伏真[69]
- 李式（孝文帝初）[70]
- 鄭羲（孝文帝時）[71]
- 高祐（孝文帝時）[72]
- 來提（？－486年）[66]
- 李崇（492年－494年）[73]

北魏東兗州刺史（467年－494年）
- 李璨（467年－471年）[74]
- 畢衆敬（與李璨對為刺史，467年－468年）[75]
- 丘麟（皇興中）[66]
- 游明根（皇興中）[76]
- 于洛侯（471年見任）[77]
- 崔鉴（473年見任）
- 嚴雅玉（481年－？）[78]
- 畢元賓（477年－491年）[75]

北魏兗州刺史（494年－534年）
- 王諶（495年左右）[79]
- 李韶（太和中）[80]
- 裴植（500年－？）[81]
- 陸昕之（宣武帝時）[82]
- 员标（正始中）[83]
- 元贍（永平中）[84]
- 李憲（510年－511年）[70]
- 賈思伯（512年－514年）[85]
- 元匡（？－515年）[86]
- 王雲（？－517年）[87]
- 王瓊（神龜中）[88]
- 元法僧（正光中）[89]
- 李虔（520年－521年）[80]
- 元端（525年－527年）[90]
- 羊敦（？－529年）
- 羊侃（529年，降梁）[91]
- 穆紹（未就任，529年）[69]
- 元凝（529年－530年）[92]
- 尒朱仲遠（531年－532年）[93]

- 薛昙尚（532年）[94]
- 元嶷（532年－534年）[95]
- 樊子鵠（534年）[96]

東魏兗州刺史（534年－550年）
- 樊子鵠（534年－535年）[97]
- 高慎（538年）[98]
- 李仲琁[70]
- 李子貞[85]
- 盧道約（542年－543年）[99]
- 邢子才（武定中）[100]
- 王彥夏（？－547年）[101]
- 李子貢（武定中）[98]
- 高思宗（？－550年）[102]

北齊兗州刺史（550年－577年）
- 叱列平（550年－554年）[101]
- 鄭述祖（天保中）[103]
- 敬顯雋[104]
- 張華原[105]
- 畢義雲[106]
- 段懿[107]
- 徐之才（568年－569年）[108]
- 斛律武都（？－572年）[109]

北周兗州刺史（577年－581年）
- 独孤善[110]

隋朝兗州刺史（581年－606年）
- 趙仲卿（開皇中）
- 孫萬安
- 鄒達
- 趙弘謇
- 楊休
- 宋延期[111]

唐朝兗州刺史（619年－742年）
- 徐圆朗（619年—622年）
- 李宽（贞观年间）
- 李元懿（633年）
- 李灵夔（640年）
- 李元裕（665年之前）
- 李贤（665年）
- 李元轨（666年）
- 李慎（高宗时）
- 窦怀哲（高宗时）
- 李德颖（高宗时）
- 宇文有意（武则天时）
- 刘如璿（701年）
- 于知微（中宗时）
- 卢齐卿（景龙年间）
- 独孤仁政（710年）
- 宋璟（711年）
- 崔日用（711年）
- 阳峤（712年）
- 乔侃（开元初年）
- 苏诜（715年）
- 韦元珪（718年—721年）
- 陈宪（722年）
- 韦元琰（开元年间）
- 崔球（开元年间）
- 苏倜（开元年间）
- 郑溥（开元年间）
- 崔瑶（开元末年）
- 柳绛（开元末年）

唐朝兗州刺史（758年－907年）
- 能元皓（760年—762年）
- 田神功（762年—763年）
- 郑日昌（大历初年）
- 孟休鉴（773年）
- 刘好顺（777年之前）
- 辛巢父（大历年间）
- 李惟诚（贞元初年）
- 任要（798年）
- 王僚（808年）
- 陆亘（元和末年）[112]
- 兗海節度使兼任（820年－832年）
- 兗海沂密觀察使兼任（832年－876年）
- 泰寧軍節度使兼任（876年－907年）

五代－宋初兗州刺史（907年－976年）
- 泰寧軍節度使兼任（907年－952年）
- 泰寧軍節度使兼任（960年－976年）

宋朝知兗州軍州事（976年－1118年）
- 宋白（976年－977年）
- 和峴（977年－？）[113]
- 崔立（1008年）[114]
- 楊瓊（？－1008年）[115]
- 邵曄（1008年）[114]
- 王欽若（判兗州軍州事，1008年）[116]
- 趙安仁（判兗州軍州事，1008年）
- 張禹珪（真宗時）[117]
- 王臻（真宗時）[118]
- 孫奭（真宗時）[119]
- 李迪（仁宗時）[120]
- 孔道輔（仁宗時）[121]
- 梁適（仁宗時）[122]
- 孫祖德（仁宗時）[123]
- 范諷（仁宗時）
- 劉湜（仁宗時）[124]
- 杜衍（？－1047年）[120]
- 王融（仁宗時）[120]
- 陳太素[125]
- 徐起[126]
- 李師中[127]
- 孫瑜[128]
- 傅求（？－1073年）[128]
- 劉攽（神宗時）[129]
- 范子淵（1086年）[130]
- 張耒（徽宗時）[131]
- 王詔（徽宗時）[132]
- 李孝壽（徽宗時）[120]
- 宋康年（1116年見任）[133]
- 王純（1117年見任）[134]

金朝泰寧軍節度使兼兗州管內觀察使（1137年－1179年）
- 斜卯阿里（熙宗時）[135]
- 酈瓊（1148年－1149年）[136]
- 范承吉[137]
- 完顏阿鄰（海陵王時）[138]
- 僕散渾坦（海陵王時）[139]
- 石抹榮（海陵王時）[140]
- 張弘信（1164年見任）[141]
- 溫迪罕蒲里特（大定中）[142]
- 蒲察鼎壽（大定中）[143]

金朝泰定軍節度使兼兗州管內觀察使（1179年－1220年）
- 僕散揆（1189年－？）[144]
- 完顏𠅿（承安中）[145]
- 党懷英（1197年－1198年）[146]
- 孫即康（承安中）[147]
- 鄒谷（？－1206年）[148]
- 郭俁[149]
- 胥鼎（未就任，1213年）[150]
- 紇石烈執中（1213年）[151]
- 孫邦佐（1215年－？）[152]
- 完顏阿鄰[153]
- 李元輔（1218年前）[149]
- 兀顏畏可（1220年）[154]

大蒙古國泰定軍節度使兼兗州管內觀察使（1252年－1268年）
- 王玉汝（1252年）[155]

元朝兗州知州（1268年－1367年）
- 張炤（1271年－1274年）[156]
- 汪澤民（？－1343年）[157]

明朝兗州知州（1367年－1385年）
- 盧熊（1378年－1380年）[158]